# Charlotte van Albret
Charlotte van Albret (Frankrijk, 1480 — kasteel van La Motte-Feuilly, Frankrijk, 11 maart 1514) was een dochter van Alain van Albret, heer van Albret en Francisca van Châtillon. Haar broer was koning Johan III van Navarra.
Charlotte van Albret trouwde op 12 mei 1499 met Cesare Borgia, zoon van paus Alexander VI. Het huwelijk moest een pact bezegelen tussen de paus en Lodewijk XII van Frankrijk. De Franse koning kreeg pauselijke toestemming om zijn huwelijk met Johanna van Valois te ontbinden om nadien te kunnen trouwen met Anna van Bretagne. Als tegenprestatie gaf de koning aan de zoon van de paus het hertogdom Valentinois en een Franse adellijke echtgenote, Charlotte van Albret.
- Istituto Centrale per il Catalogo Unico: PARV361137
- Système universitaire de documentation: 192417088
- Virtual International Authority File: 5146285344315370835